# Art of Anarchy
Art of Anarchy – amerykańska supergrupa rockowa. Powstała w 2011 roku z inicjatywy gitarzysty Rona "Bumblefoot" Thala, znanego z występów w zespole Guns N’ Roses, gitarzysty Jona Votta, basisty Johna Moyera, członka zespołu Disturbed oraz perkusisty Vince'a Votta. Rok później do składu dołączył wokalista Scott Weiland, były członek zespołów Stone Temple Pilots i Velvet Revolver.
Debiutancki album formacji zatytułowany Art of Anarchy ukazał się 2 czerwca 2015 roku nakładem wytwórni muzycznej Century Media Records. Nagrania dotarły do 11. miejsca listy Billboard Heatseekers Albums w Stanach Zjednoczonych sprzedając się w nakładzie, niewiele ponad 1500 egzemplarzy w przeciągu tygodnia od dnia premiery. Jeszcze przed premierą debiutu Weiland odciął się od zespołu, twierdząc, iż nigdy nie był jego członkiem. Wokalista podkreślił, że "było to coś, co zrobiłem, gdy nie miałem innego zajęcia. Zostałem poproszony o napisanie tekstów oraz melodii dla projektu, jednakże nie jest to zespół w którym jestem". Wypowiedź Weilanda skomentował gitarzysta Ron "Bumblefoot" Thal, który wyjaśnił, iż wokalista będący współautorem nagrań zespołu nadal pozostaje jego członkiem, w tym m.in. z wynikających z tego tytułu kwestii prawnych. 
3 grudnia 2015 roku Scott Weiland zmarł w wyniku przedawkowania alkoholu i narkotyków. Również w grudniu, tego samego roku debiutancka płyta Art of Anarchy została udostępniona bezpłatnie w formie digital download na stronie internetowej wydawcy zespołu. Muzycy, w opublikowanym komunikacje prasowym swą decyzję wytłumaczyli jako swoisty hołd dla Weilanda. W 2016 roku w roli wokalisty zespół zatrudnił Scotta Stappa, znanego z występów w formacji Creed.

## Dyskografia
| Art of Anarchy                          | - Data: 2 czerwca 2015 - Wydawca: Century Media Records | 45 | 11 | - USA: 2,0 tys.+ |
| The Madness                             | - Data: 24 marca 2017 - Wydawca: Century Media Records  | 13 | 2  | - USA: 2,9 tys.+ |
| „–” oznacza, że album nie był notowany. |                                                         |    |    |                  |

## Teledyski
| Tytuł                   | Rok  | Reżyseria              | Album          | Źródło |
| ----------------------- | ---- | ---------------------- | -------------- | ------ |
| "'Til The Dust Is Gone" | 2015 | –                      | Art of Anarchy | [ 13 ] |
| "Time Every Time"       | 2015 | Dale "Rage" Resteghini | Art of Anarchy | [ 14 ] |
| "The Madness"           | 2016 | Dan Catullo            | The Madness    | [ 15 ] |